# Extant
Extant è una serie televisiva statunitense di fantascienza trasmessa dal 9 luglio 2014 dalla CBS.
La serie, ideata da Mickey Fisher e coprodotta da Steven Spielberg, vede protagonista Halle Berry nei panni di un'astronauta ritornata sulla Terra dopo una lunga missione solitaria nello spazio.
È stata cancellata al termine della seconda stagione.

## Trama
Molly Woods è un'astronauta che, dopo una missione in solitaria nello spazio di tredici mesi, è determinata a riadattarsi alla vita sulla Terra e riconciliarsi con la sua famiglia. Tuttavia, la sua missione cela esperienze inquietanti destinate a cambiare il corso dell'umanità. Molly non è infatti rimasta tutto il tempo da sola nello spazio, ma ha fatto ritorno a casa incinta.

## Episodi
| Stagione         | Episodi | Prima TV USA | Prima TV Italia |
| ---------------- | ------- | ------------ | --------------- |
| Prima stagione   | 13      | 2014         | 2014            |
| Seconda stagione | 13      | 2015         | 2016            |

## Personaggi e interpreti

### Personaggi principali
- Molly Woods (stagioni 1-2), interpretata da Halle Berry, doppiata da Laura Romano.
- Dott. John Woods (stagione 1, guest star stagione 2), interpretato da Goran Višnjić, doppiato da Davide Marzi.
- Ethan Woods (stagioni 1-2), interpretato da Pierce Gagnon, doppiato da Paolo Dal Fabbro.
- Julie "Jules" Gelineau (stagioni 1-2), interpretata da Grace Gummer, doppiata da Gaia Bolognesi.
- Hideki Yasumoto (stagione 1), interpretato da Hiroyuki Sanada, doppiato da Antonio Sanna.
- Alan Sparks (stagione 1), interpretato da Michael O'Neill, doppiato da Gino La Monica.
- Dott. Sam Barton (stagione 1), interpretata da Camryn Manheim, doppiata da Barbara Castracane.
- JD Richter (stagione 2), interpretato da Jeffrey Dean Morgan, doppiato da Paolo Marchese.

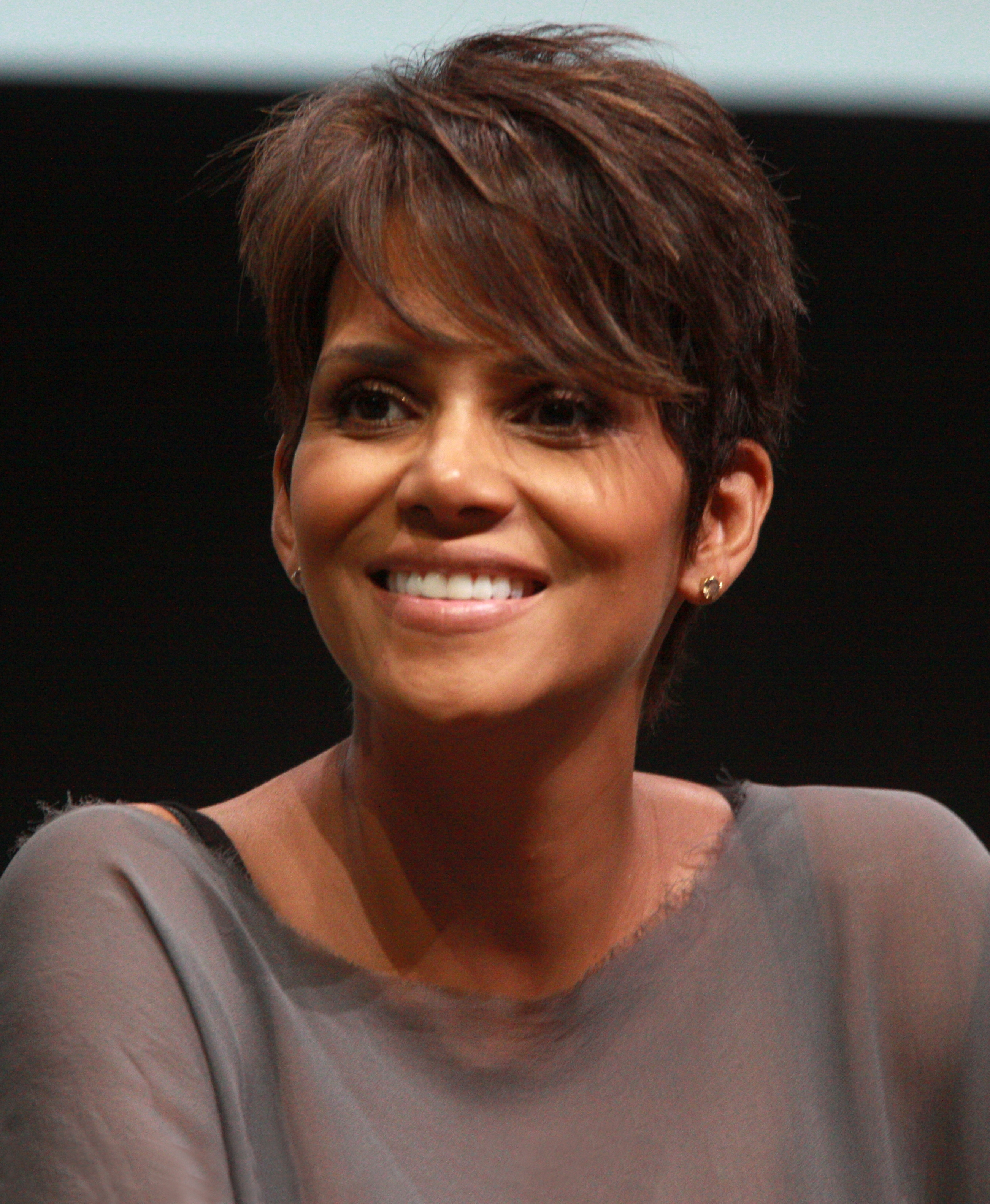
Halle Berry interpreta Molly Woods
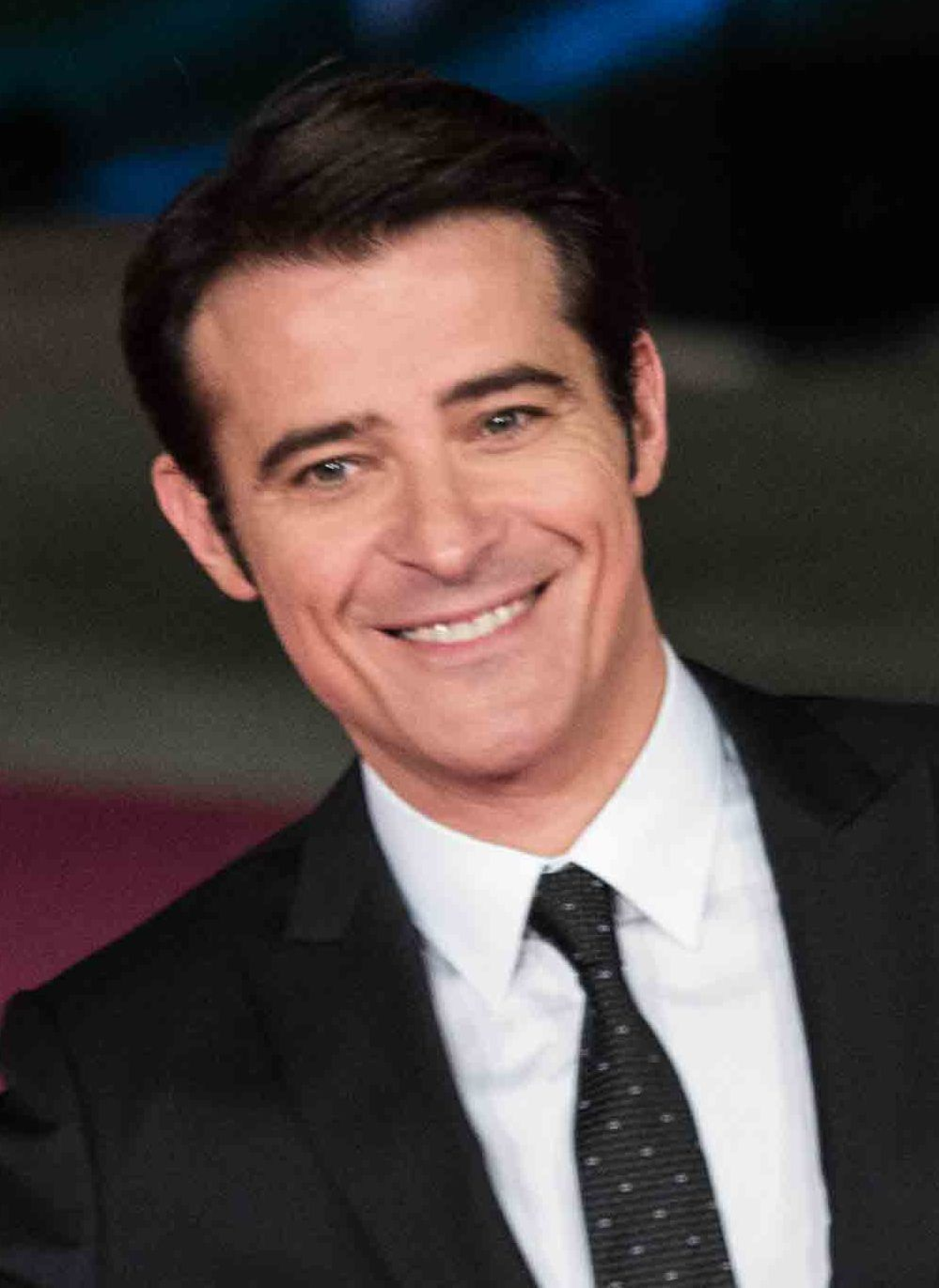
Goran Višnjić interpreta John Woods
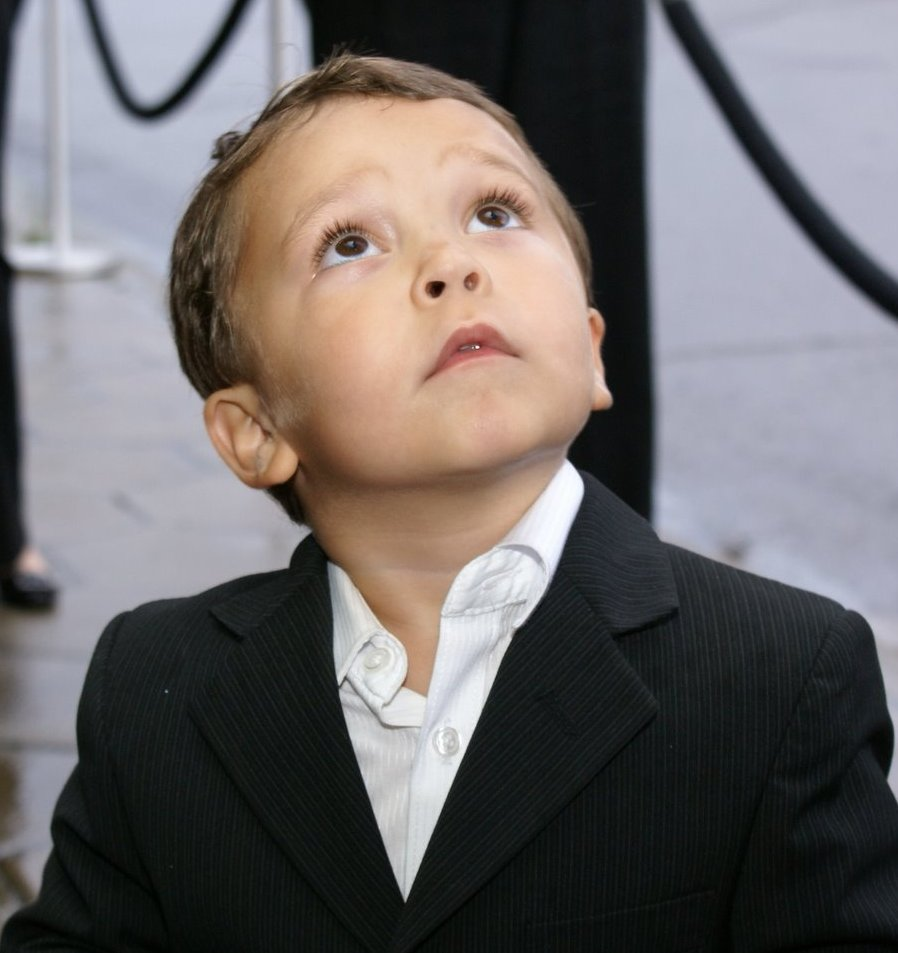
Pierce Gagnon interpreta Ethan Woods
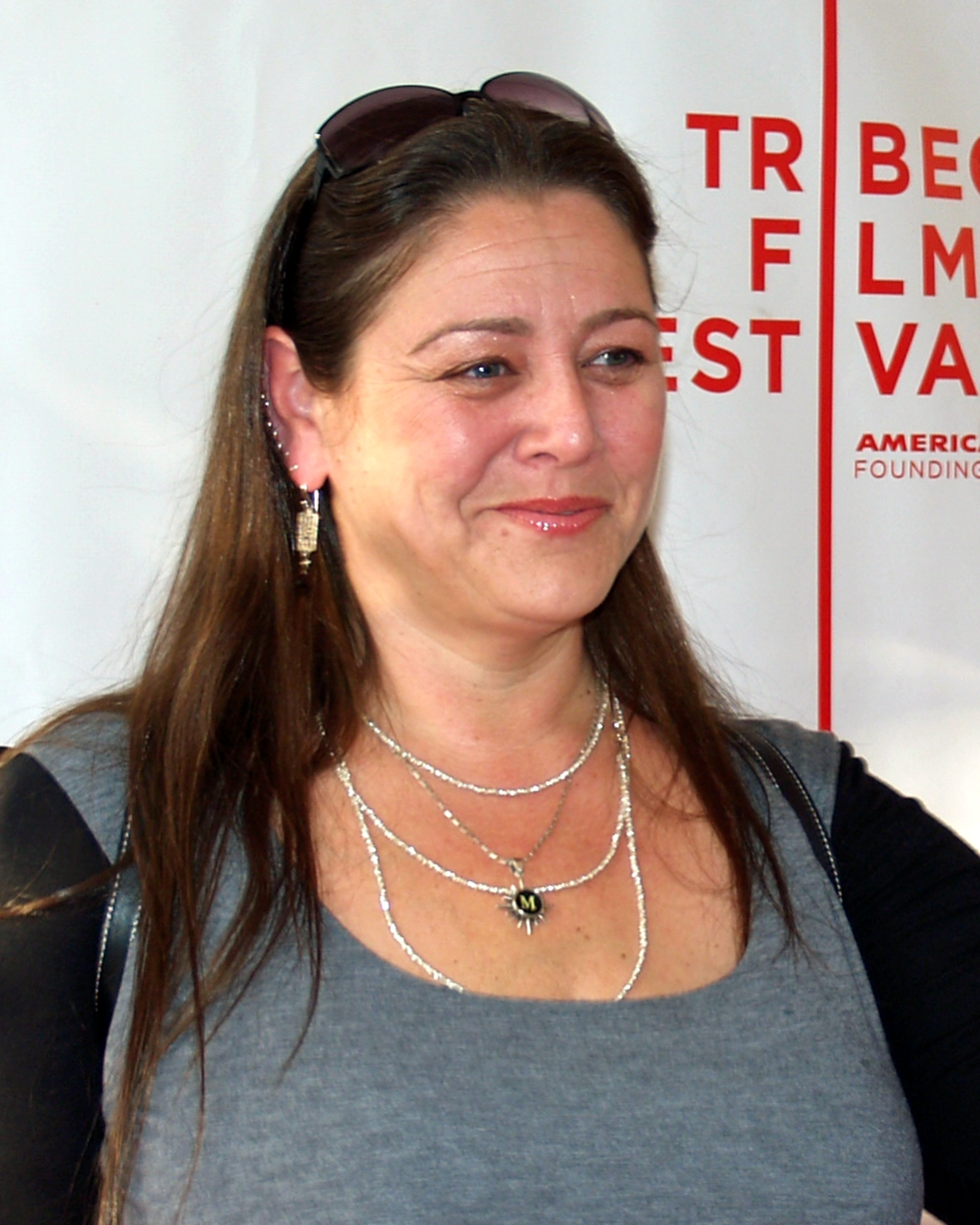
Camryn Manheim interpreta Sam Barton
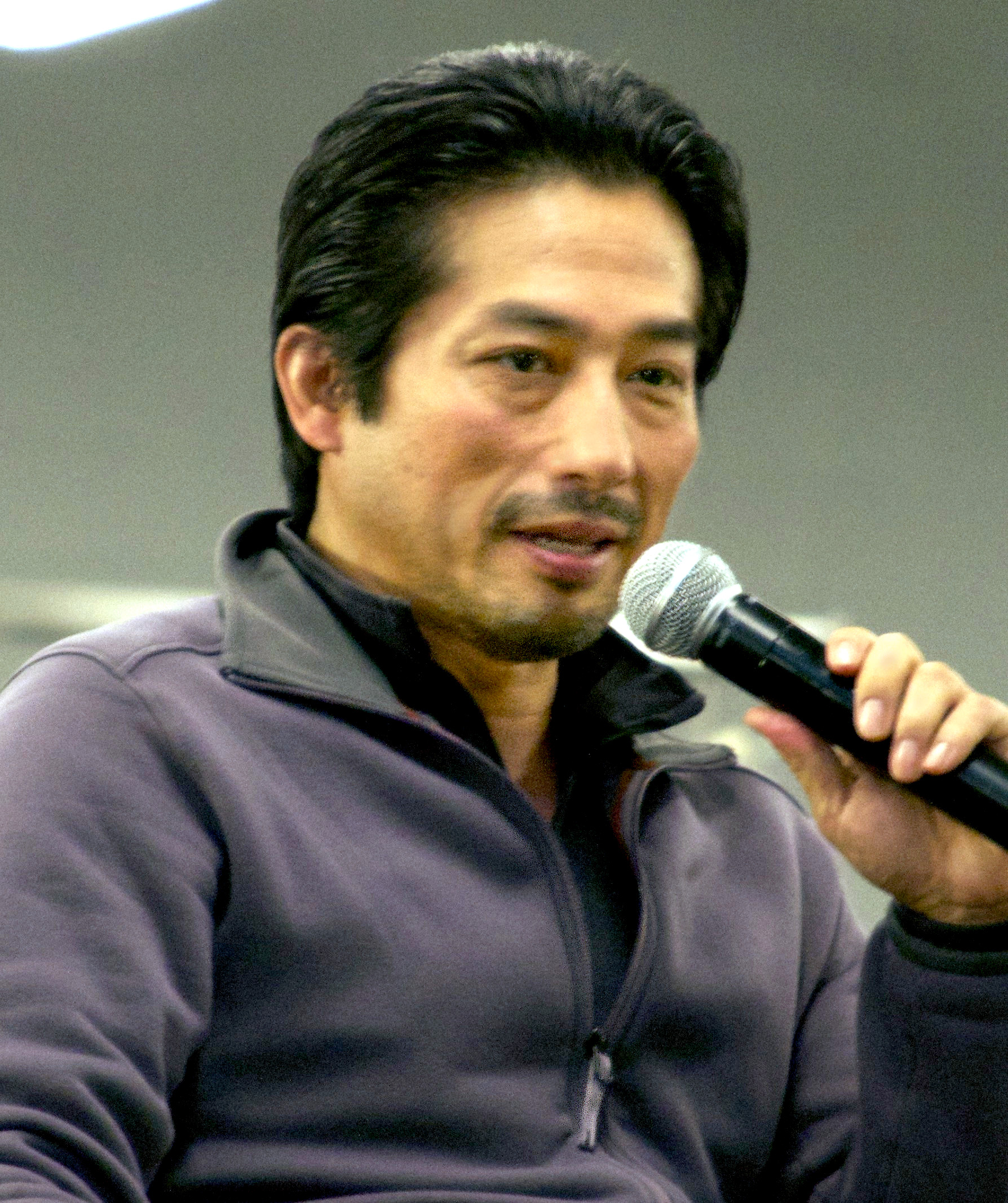
Hiroyuki Sanada interpreta Hideki Yasumoto
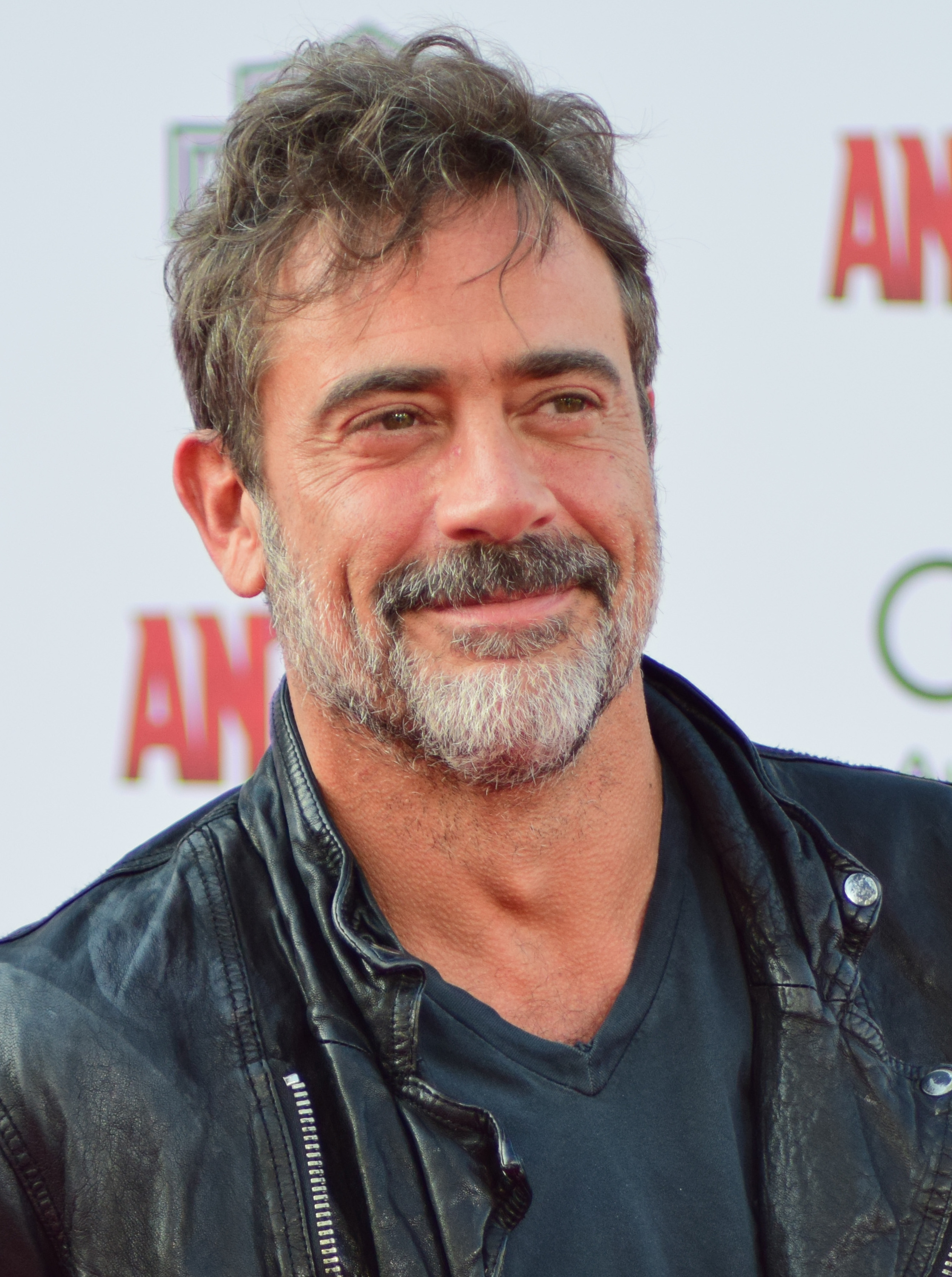
Jeffrey Dean Morgan interpreta JD Richter

### Personaggi riccorenti

#### Prima stagione
- Charlie Arthurs, interpretato da Tyler Hilton, doppiato da Paolo Vivio.
- G.I.N.A., interpretata da Lynnanne Zager, doppiata da Rossella Celindano.
- Harmon Kryger, interpretato da Brad Beyer, doppiato da Alessandro Budroni.
- Gordon Kern, interpretato da Maury Sterling, doppiato da Alberto Bognanni.
- Katie Sparks, interpretata da Tessa Ferrer, doppiata da Annachiara Repetto.
- Quinn, interpretato da Louis Gossett Jr., doppiato da Ugo Maria Morosi.
- Gavin Hutchinson, interpretato da Charlie Bewley, doppiato da Andrea Mete.
- Anya Sparks, interpretata da Jeannetta Arnette, doppiata da Aurora Cancian.
- Ryan Jackson, interpretato da Adam O'Byrne, doppiato da Francesco Cavuoto.
- Sean Glass, interpretato da Enver Gjokaj, doppiato da Stefano Sperduti.
- Pierre Lyon, interpretato da Jimmy Jean-Louis, doppiato da Francesco Nicolai.
- B.E.N., interpretato da Eric Martsolf.
- Dott. Mason, interpretato da Owain Yeoman, doppiato da Alessio Cigliano.

#### Seconda stagione
- Offspring adulto, interpretato da Henderson Wade.
- Offspring adolescente, interpretato da Brody Nicholas Lee.
- Generale Tobias Shepherd, interpretato da David Morrissey, doppiato da Francesco Prando.
- Shayna Velez, interpretata da Necar Zadegan.
- Anna Schaefer, interpretata da Hilarie Burton.
- Lucy, interpretata da Kiersey Clemons.
- Kelsey Richter, interpretata da Lyndon Smith.
- Nate Malone, interpretato da Michael Gladis.
- Fiona Stanton, interpretata da Kate Burton.
- Ares, interpretato da Cleo Anthony.

### Personaggi secondari
- Femi Dodd, interpretata da Annie Wersching, doppiata da Barbara De Bortoli.
- Marcus Dawkins, interpretato da Sergio Harford, doppiato da Francesco Sechi.

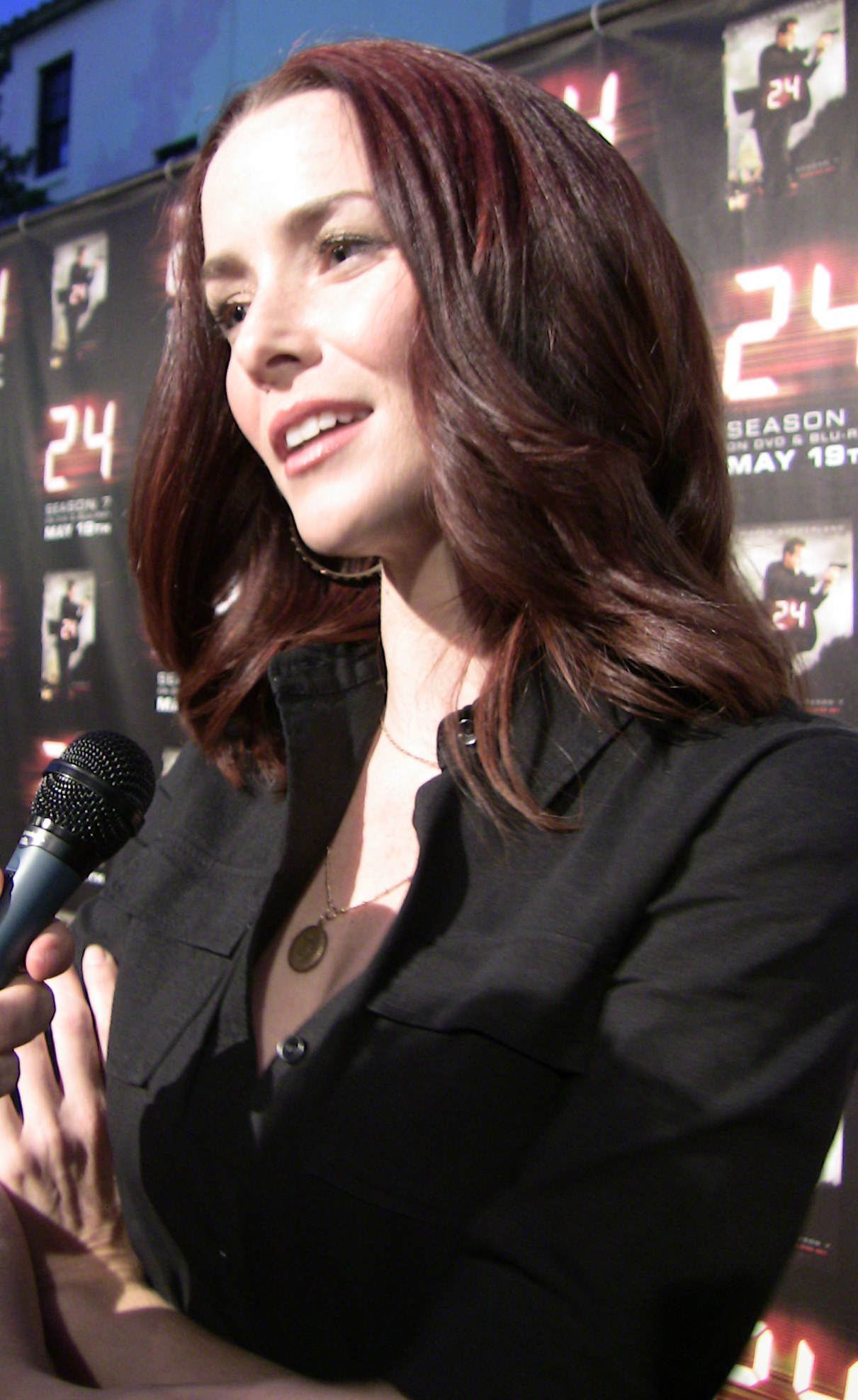
Annie Wersching interpreta Femi Dodd
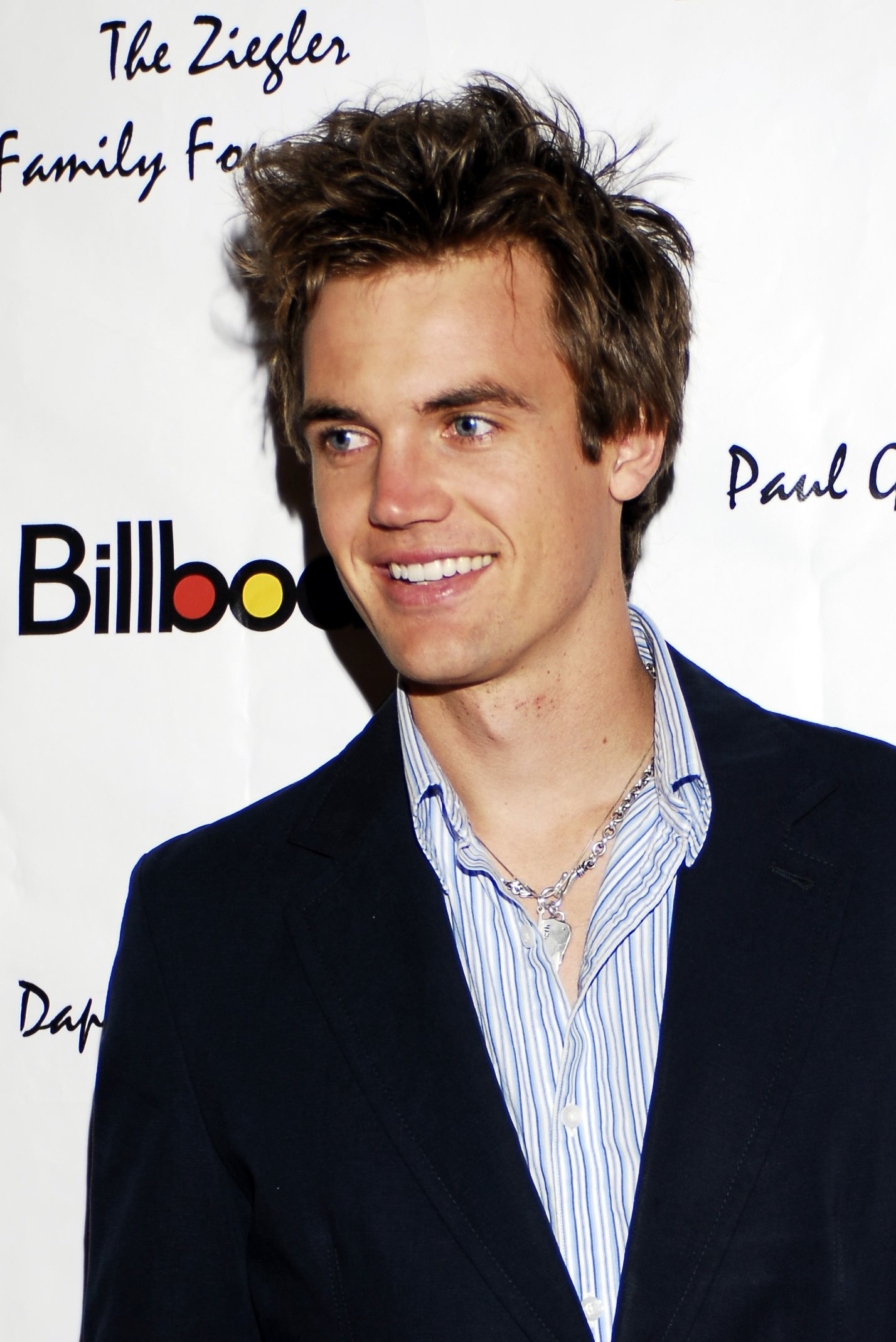
Tyler Hilton interpreta Charlie

## Produzione
Extant, ricevendo direttamente un ordine di produzione di tredici episodi, venne annunciata per la prima volta dalla CBS il 7 agosto 2013. Il successivo 4 ottobre Halle Berry fu ingaggiata per ricoprire il ruolo della protagonista Molly Woods. Le riprese cominciarono a Los Angeles nel mese di febbraio 2014, mentre il debutto televisivo venne fissato per il 9 luglio 2014.

## Riconoscimenti
- 2015 - Young Artist Awards[6]
  - Nomination Miglior performance in una serie televisiva - Giovane attore non protagonista a Pierce Gagnon
  - Nomination Miglior performance in una serie televisiva - Giovane attore guest star di anni 10 o meno a Shannon Brown